# 31 octobre dans les chemins de fer
31 septembre 31 novembre
Chronologies thématiques
- Croisades
- Sports
- Disney

Cette page concerne les événements qui se sont déroulés un 31 octobre dans les chemins de fer.

## Événements

### XIXesiècle
- 1863. France : un décret approuve les statuts de la société anonyme dénommée Compagnie des chemins de fer de la Vendée faits à Paris par acte devant notaire le 12 octobre 1863. Les adjudicataires apportent les concessions à la société[1].

### XXesiècle
- 1909. France : un accident ferroviaire a lieu au cours d'essais de charge du pont de Cassagne, et coûte la vie à 6 personnes dont l'ingénieur Albert Gisclard, concepteur de ce pont suspendu sur la ligne de Cerdagne.
- 1912. France : ouverture[2] de la section Pigalle - Jules Joffrin de la ligne A du Nord-Sud (future ligne 12 du métro de Paris).
- 1942. France : à Montauban (Tarn-et-Garonne), le cheminot Léon Bronchart refuse de conduire un train de prisonniers. Ce sera le seul cas connu en France pendant la Seconde Guerre mondiale.
- 1965. Canada : la Compagnie des chemins de fer nationaux du Canada inaugure le service de train de passagers Rapido entre Montréal et Toronto.
- 1968. France : fermeture des lignes encore ouvertes (lignes Cheylard - Dunières, Cheylard - Tournon et Cheylard - La Voulte-sur-Rhône) du réseau du Vivarais de la compagnie de chemins de fer départementaux (CFD), réseau de chemin de fer à voie métrique qui desservait les départements de l'Ardèche et de la Haute-Loire.
- 1976. Canada : le Canadien National et le Canadien Pacifique publient pour la première fois un horaire commun sous la marque VIA adoptée par les deux réseaux pour leurs services de voyageurs.
- 1980. France : dernier jour du Night Ferry entre Paris et Londres, le dernier service de train directe entre la France et le Royaume-Uni jusqu'à 1994.

### XXIesiècle
- 2001. France : le déraillement à Saubusse (Landes) d'un TGV roulant à 130 km/h fait six blessés légers. L'accident est dû à la rupture d'un rail.
- 2003. Suisse : sur la ligne 1 du tramway de Bâle, l'ancienne station Dreirosenbrücke devenue St. Johann Hafen en 1966, puis Sandoz dans les années 1970, prend le nom de Novartis Campus.

## Anniversaires

### Naissances
- x

### Décès
- x